# 正鯨類
正鯨類（Autoceta）は、現生鯨類とその形質を示す絶滅種とを包括する呼称。以前は正鯨下目とする分類もあった。新鯨類（Neoceti）ともいう。
生息期間は、新生代古第三紀漸新世（あるいは始新世の末期）から、完新世（現世）まで。
ヒゲクジラ類およびハクジラ類の2分類群と、それらに先行するスクアロドン科等で構成される。ただし、古鯨類との区別は、その進化上の過渡期において諸説がある。
1866年、ドイツの生物学者エルンスト・ヘッケルによって命名され、その後、数度に渡り再構成されている。
|  |  |
|  |  |